# Coryphantha hintoniorum
Coryphantha hintoniorum, conocida comúnmente como biznaga partida de Hinton, es una especie de planta suculenta perteneciente al género Coryphantha, dentro de la familia Cactaceae. Es endémica del noreste de México (concretamente de los estados mexicanos de Coahuila, Nuevo León y San Luis Potosí).

## Descripción
Coryphantha hintoniorum es una especie de cactus que aunque inicialmente suele crecer de forma solitaria, con el tiempo se ramifica desde la base y forma grupos de más de 30 cabezas. Los tallos son planos y su forma va de esférica a cilíndrica corta, con las raíces fibrosas (no pivotantes). Tienen la epidermis de color verde, miden de 9 a 15 cm de alto y de 5 a 9 cm de diámetro.
Los tallos están cubiertos de tubérculos cónicos a cilíndricos y miden hasta 2,2 cm de largo. Son casi redondos en sección transversal, están provistos de un surco y no tienen glándulas de néctar. Sus axilas, aunque inicialmente tienen lana blanca, con el tiempo se vuelve desnudas.

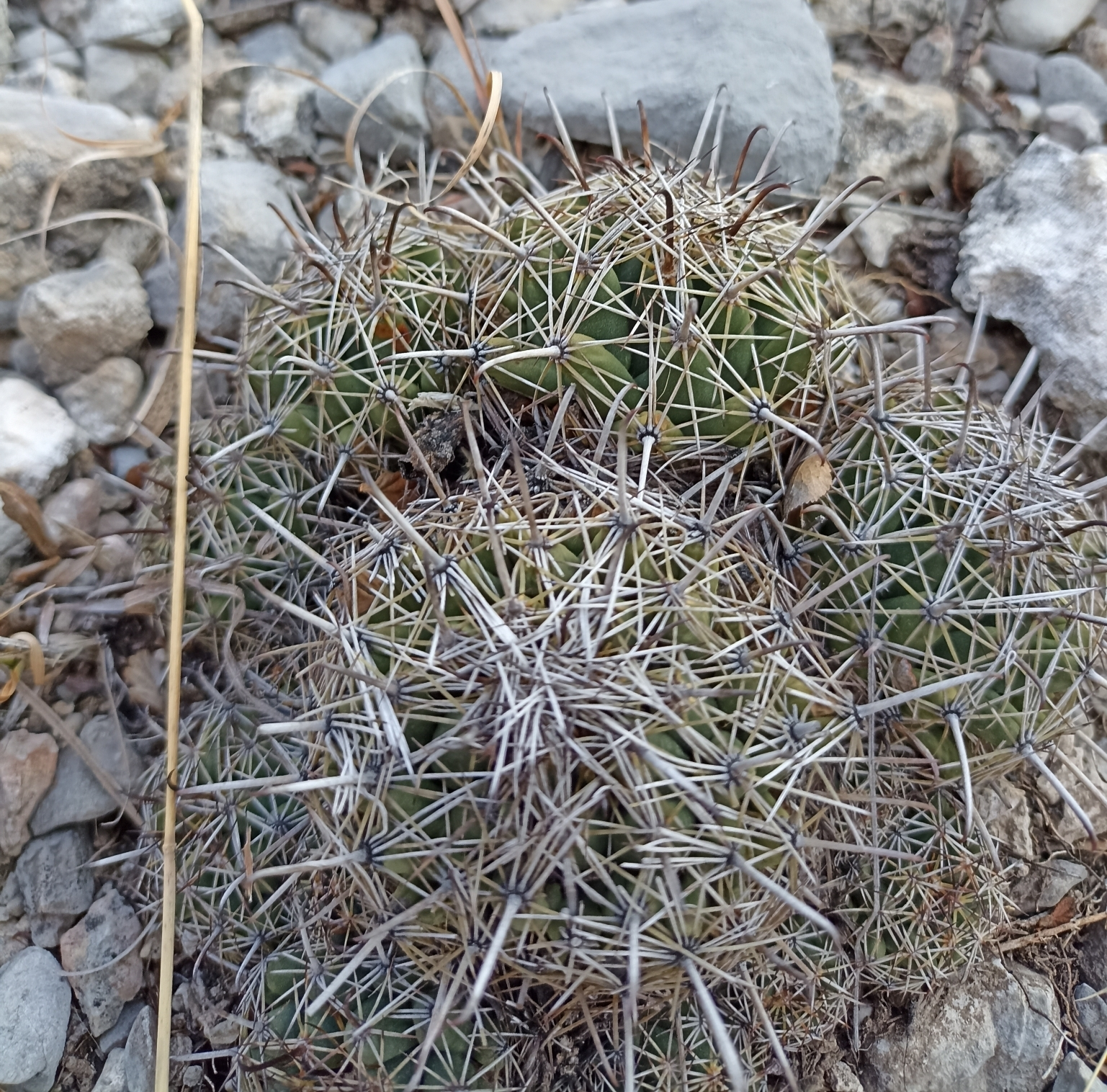
Planta creciendo en grupo

En la punta de los tubérculos se asientan areolas redondas, que aunque inicialmente son lanudas, con la edad se vuelven casi desnudas. Cuando son jóvenes sólo poseen espinas radiales, pero después de varios años suelen desarrollar una única espina central que puede ser ganchuda o no, de color grisáceo y de 1,4 a 1,8 cm de largo, con la base engrosada, dando a la planta una apariencia de erizo de mar. También tienen de 11 a 12 espinas radiales de color blanco grisáceo o de color cuerno con la punta negra y miden de 1 a 1,8 cm de largo. De ellas, las 6 espinas radiales inferiores se irradian horizontalmente y las superiores sobresalen.
Las flores son blanquecinas o doradas sin enrojecimiento en la garganta y miden hasta 4,5 cm de largo y 4 cm de ancho. Tienen los segmentos externos del perianto con nervaduras centrales de color marrón más oscuro y los filamentos de color blanco verdoso. Las anteras son amarillas y el estigma de color verde-blanco con unos 10 lóbulos amarillos. 
Los frutos son de color verde ácido con el interior jugoso. Miden hasta 2,7 cm de largo y presentan restos florales persistentes. Las semillas tienen forma de riñón y son de color marrón rojizo.

## Distribución
El área de distribución nativa de esta especie es el noreste de México (concretamente en los estados mexicanos de Coahuila, Nuevo León y San Luis Potosí) y crece principalmente en biomas desérticos o de matorral seco.
Se desarrolla en llanuras aluviales franco-arenosas con yeso y en suelos profundos de zonas herbáceas cercanas a pinares, a elevaciones de 1,800 a 2,600 m s. n. m. (metros sobre el nivel del mar).

## Taxonomía
Coryphantha hintoniorum fue descrita por los botánicos Reto F. Dicht y Adrian D. Lüthy y publicada por primera vez en la revista científica Kakteen und andere Sukkulenten 50: 14 en el año 1999.
Etimología
- Coryphantha: nombre genérico que deriva del griego coryphe (que significa 'cima' o 'cabeza'), y anthos (que significa 'flor'), haciendo referencia a que las flores aparecen en el ápice de los tallos.
- hintoniorum: epíteto específico otorgado en honor al agricultor y recolector de plantas mexicano George Sebastian Hinton.[4]

### Subespecies
Actualmente se distinguen dos subespecies:
| Imagen | Subespecie                                               | Descripción                                                                             | Distribución                                               |
| ------ | -------------------------------------------------------- | --------------------------------------------------------------------------------------- | ---------------------------------------------------------- |
|        | Coryphantha hintoniorum subsp. geoffreyi Dicht & A.Lüthy | Es una forma de montaña enana con cuerpos mucho más pequeños, de apenas 2 cm de altura. | Noreste de México (Nuevo León)                             |
|        | Coryphantha hintoniorum subsp. hintoniorum               | Cuerpos de 9 a 15 cm de altura.                                                         | Noreste de México (Coahuila, Nuevo León y San Luis Potosí) |

## Estado de conservación
En la Lista Roja de Especies Amenazadas de la UICN, la especie está clasificada como “Vulnerable (VU)”.
Las amenazas más importantes que sufre la especie se deben a las actividades agrícolas, las cuales han destruido muchas de sus poblaciones.

## Usos
Se cultiva principalmente como planta ornamental y su propagación se realiza a través de semillas. Se desarrolla mejor en sombra parcial, pero también prospera a pleno sol. Es sensible al exceso de riego (propenso a la pudrición) y necesita de un suelo muy poroso con buen drenaje. Florece bastante temprano, pero necesita entre 8 y 12 años para alcanzar su porte típico y definido. Tolera temperaturas bastante bajas siempre que se mantenga seco (resiste hasta -5 °C o menos durante periodos cortos).